# صاع

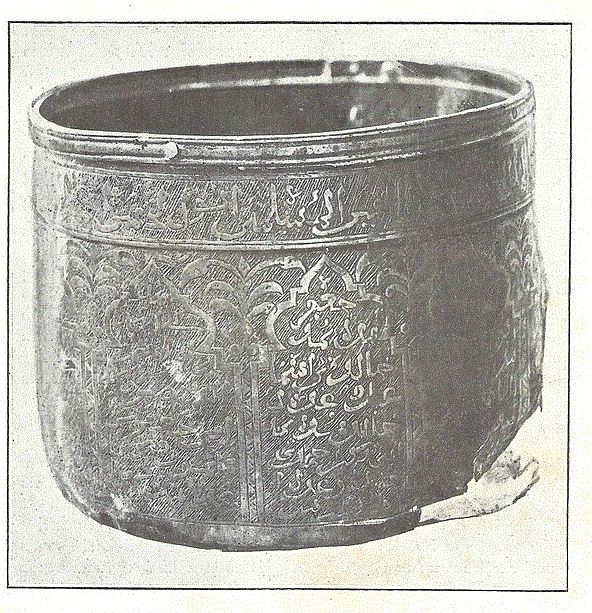
صاع مغربي مصنوع من النحاس لقياس زكاة الفطر من زمن المرينيدين.

الصاع هو قياس قديم للحجم من العالم الإسلامي، وله أهمية ثقافية ودينية إذ ارتبطت به بعض العبادات مثل زكاة الفطر والفدية والطهارة. في حين أن حجمه الدقيق غير مؤكد، فإن الكلمة العربية صاع تُترجم إلى "حاوية صغيرة". يعد الصاع، إلى جانب المد والمكوك، جزءًا من نظام وحدات الحجم المستخدم في شبه الجزيرة العربية.
الصاع أو الصاع النبوي مكيال (وحدة لقياس الحجم) يساوي أربعة أمداد بمد النبي ﷺ ويساوي تقريبا لتران ونصف (2.5 لتر) . اِستعمله أهل المدينة المنورة قديما، وقد كان شائعا.

## الصاع لغة
يذكر ويؤنث فمن ذكره قال يجمع أصواع كأبواب ومن انثه أصْوُعٌ مثل ادوُرٌ وقيل صواع وصيعان ومعناه تقول العرب صعت الشيء فرقته فاشتق من هذا لان الكيل يفرق المكيل.
الصاع يساوي أربعة أمدد بمد النبي ﷺ ، ونصف الصاع يسمى القسط ومنه اشتق العدل أو قيل الكيلجة.

## مقدار الصاع
في الأصل الصاع وحدة لقياس الحجم ولكن الفقهاء قدروه بالوزن للمحافظة عليه ونقله وفي عصرنا الحالي تمكن الباحثون من تحديد سعة الصاع بناءً على ما نقله الفقهاء الأوائل من وزنه من الحنطة أو العدس

### مقدراًبالوزن
- خمسة أرطال وثلث بالبغدادي عند جمهور الفقهاء وأبي يوسف صاحب أبي حنيفة، وثمانية ارطال من العدس عند الحنفية [4][5][6] والرطل يساوي مئة وثمانية وعشرين درهماً وأربعة أسباع الدرهم،[7] والدرهم الشرعي الإسلامي قدره جماعة من الباحثين المعاصرين ب 2.97 جرام [8] [9] فالصاع عند الجمهور اذن 2.97 × 7/4 128× 1.3 × 4 = 2035 جرام أي 2.035 كيلوغرام من الحنطة الجيدة المتوسطة [10][11]
- عند الجمهور الصاع يساوي 1/3 5 رطل بغدادي، والرطل يساوي 90 مثقال، والمثقال يساوي 4.25 جرام، فيكون الصاع إذا، 1/3 5 × 90 × 4.25 = 2040 جرام من الحنطة الجيدة المتوسطة.[12]

### مقدراًبالحجم
قدر جماعة من الفقهاء الصاع النبوي بأربعة أمداد والمد حفنة بكفي رجل معتدل، وبالمقاييس الحديثة:
- 2430 مللتر عن طريق قياس حجم وزنه من البر (القمح) الجيد المتوسط [13]
- 2512 مللتر بطريقة قياس حفنة رجل معتدل الخلقة ومتوسط اليدين [14] بحيث شملت الدراسة اربعون رجلا الا ان صاحب البحث اكد ان هذه الطريقة تعطي نتائج متباينة لان الايدي تختلف ويقصد المتوسطة منها غير ان هذا المعدل يعزز الطريق الأول أي 2430 مل، حيث ان النتيجتين متقاربتين وبالجمع بينهما يكون الصاع في حدود 2500 مللتر[15]
- 2576 مللتر عن طريق الوزن النوعي للقمح (0.79 كيلو غرام لكل لتر)[16][17] فيكون حجم الصاع 2.035 / 0.79 = 2.576 لتر.

## اختلافات في التسمية والحجم
يقول الجاحظ: كان الأمراء يتحببون إلى الرعية بالزيادة في المكاييل. ولو زادوا في الاوزان ما صّروا ولذلك اختلفت أسماء المكاييل كالزيادي والفالج والخالدي والملحم وهي آصع للتسعير لأهل الأسواق وليست آصع التوقيفية التي تقدر به الكفارات وتخرج بها الصدقات.

## الصاع في القرآن
ذُكِرت كلمة سِقاية و صُواع في سورة يوسف {قالوا نفقد صُواع المَلِك} والصواع هو لغة في الصاع، وهو آلة للكيل يقدر بوزن رطل وربع أو وثلث. وكانوا يشربون الخمر بالمقدار، يقدر كل شارب لنفسه ما اعتاد أنه لا يصرعه، ويجعلون آنية الخمر مُقدَّرة بمقادير مختلفة، فيقول الشارب للساقي: رطلا أو صاعا أو نحو ذلك. فتسمية هذا الإناء سقاية وتسميته صواعا جارية على ذلك. وفي التوراة سمي طاسًا، ووصف بأنه من فضة.

## أحكام فيالإسلاممرتبطة بالصاع
- زكاة الفطر حيث أمر النبي صلى الله عليه وسلم بزكاة الفطر صاعاً من تمر أو صاعاً من شعير [20]
- مقدار الماء الذي كان النبي يتوضأ به وهو مد وللاغتسال أربعة أو خمسة أمداد وفي الحديث عَنْ أَنَسِ بن مالك قَالَ:" كَانَ النبي -ﷺ - يَتَوَضَّأُ بِالْمُدِّ وَيَغْتَسِلُ بِالصَّاعِ إِلَى خَمْسَةِ أَمْدَادٍ".[21]
- الكفارات